# 믹 윙거트
믹 윙거트(Mick Wingert, 1974년 7월 4일 ~ )는 미국의 배우, 성우, 희극인이다.

## 출연 작품
- 구스범스: 몬스터의 역습 (2018)
- 슬레이브워 (2015)
- 팅커벨 5: 해적요정 (2014)
- 쿵푸 팬더: 기막힌 전설 (2010)
- 쿵푸 팬더 홀리데이 스페셜 (2010)
- 난 당신의 돈을 원해 (2010)